# Allotiso lancearius
Allotiso lancearius är en spindelart som först beskrevs av Andrei V. Tanasevitch 1987.  Allotiso lancearius ingår i släktet Allotiso och familjen täckvävarspindlar. Inga underarter finns listade i Catalogue of Life.